# Del Mar Skate Ranch
Del Mar Skate Ranch var en skateboardpark med historisk betydelse som låg i San Diego, Kalifornien, USA.

## Historia
Parken byggdes 1978 och var samlingspunkten för många av de mest inflytelserika åkarna i skatehistorien.  Den mest omtalade delen av Del Mar var Keyhole-poolen, i vilken många trick gjorts för första gången. 
Till de mer välkända skateboardåkare som åkt i parken hör Tony Hawk, Christian Hosoi, Bill Danforth, Mike Mcgill, Lester Kasai, Neil Blender och Rodney Mullen, Danny Way.
Orsaken till att parken revs 1987 har att göra med att markägaren sålde en närliggande del av området. På denna del kom det att byggas ett hotell, vars ägare inte ansåg det önskvärt med en skateboardpark i hotellets närhet.